# Huta Zaborowska
Huta Zaborowska – wieś w Polsce położona w województwie mazowieckim, w powiecie gostynińskim, w gminie Gostynin.
| SIMC    | Nazwa  | Rodzaj     |
| ------- | ------ | ---------- |
| 0999587 | Anulin | przysiółek |

W latach 1975–1998 miejscowość administracyjnie należała do województwa płockiego.